# Бирке, Ким
Ким Карина Бирке (нем. Kim Karina Birke; род. 29 декабря 1987, Ганновер) — немецкая гандболистка, левая крайняя клуба «Ольденбург» и сборной Германии. В клубе играет с 2005 года. В сборной дебютировала 22 марта 2012 матчем против Венгрии в Ньиредьхазе. Сыграла 5 игр и забила 8 голов.

## Достижения
- Победительница Кубка Вызова 2008
- Победительница Кубка Германии 2009, 2012
- Победительница Суперкубка Германии 2009